# Liste der Fluggesellschaften in Myanmar

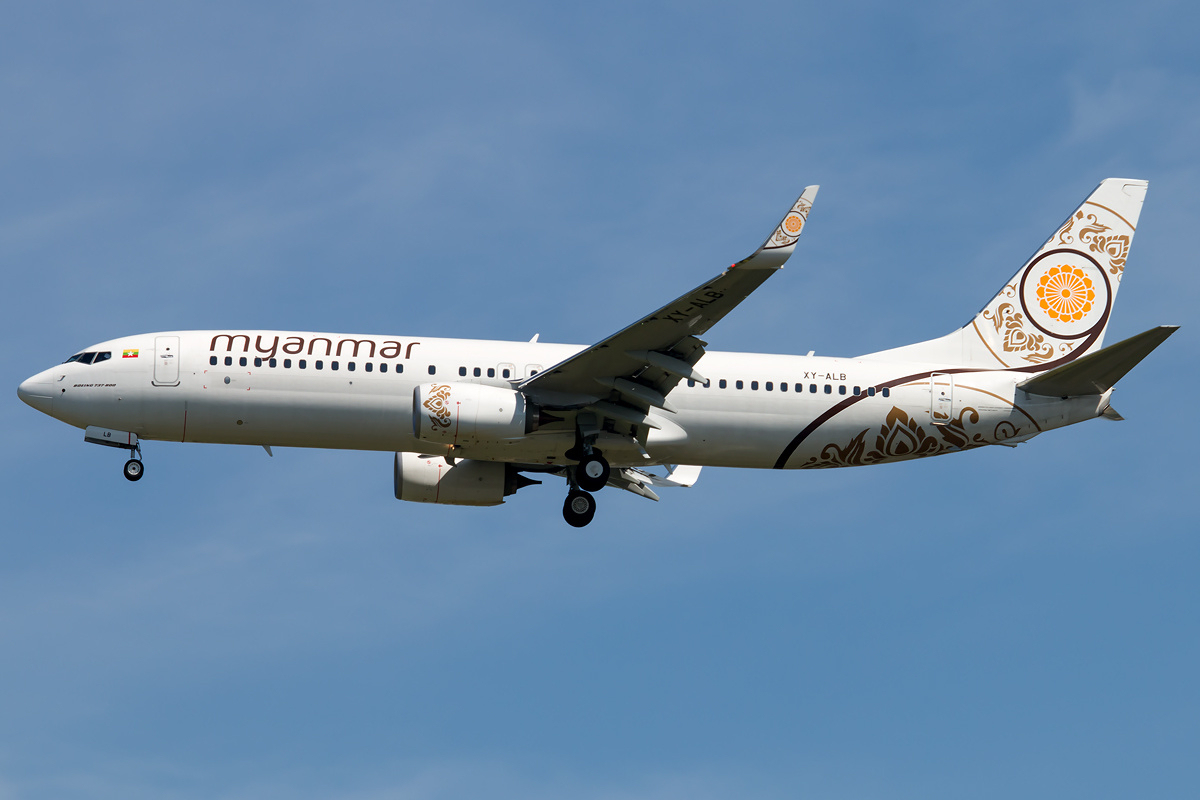
Myanmar National Airlines

Dies ist eine Liste der Fluggesellschaften in Myanmar.

## Aktuelle Fluggesellschaften
- Air KBZ (seit 2010)
- Air Mandalay (seit 1994)

- Golden Myanmar Airlines (seit 2012)
- Hevilift Myanmar
- Mann Yadanarpon Airlines (seit 2013)
- Myanmar Airways International (seit 1993)
- Myanmar National Airlines (seit 2014)
- Union Express Charter Airline (seit 2014)
- Yangon Airways (seit 1996)

## Ehemalige Fluggesellschaften
- Air Bagan (2004–2010)

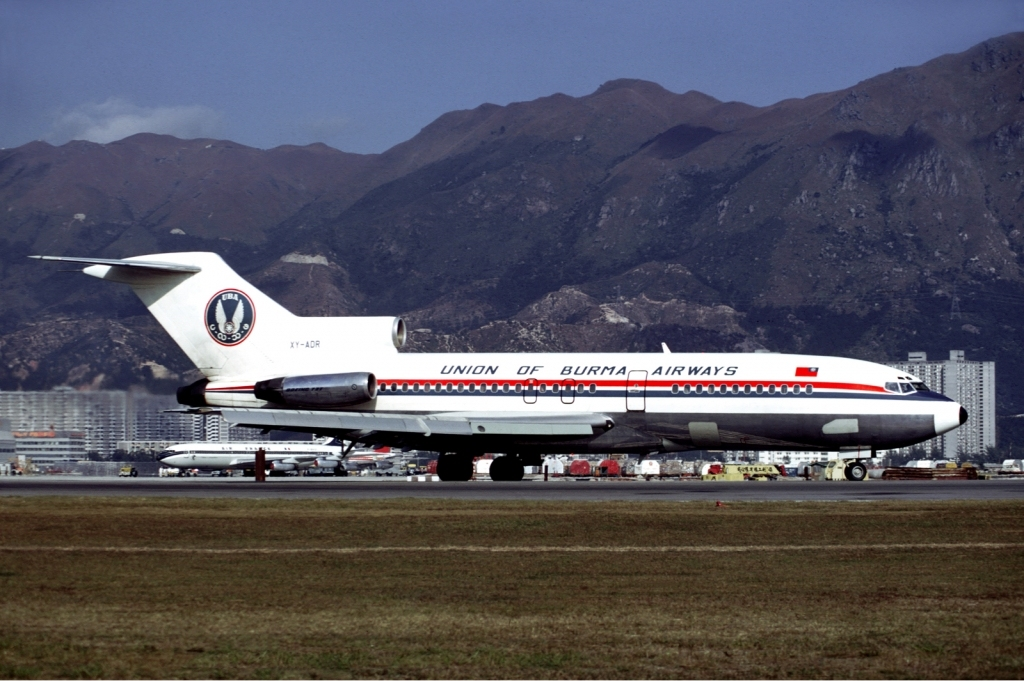
Burma Airways

- Air Kanbawza (2010–2011) > Air KBZ
- Air Inlay (2010)
- APEX Airlines (2012–2018)
- Asian Blue Aviation (2016–2017)
- Asian Wings Airways (2011–2019)
- Burma Airways (1948–1989) > Myanmar Airways
- FMI Air (2014–2018)
- Myanma Airways (1989–2014) > Myanmar National Airlines
- Shwe Myanmar Airways (2012)
- United Myanmar Air (2004)
- Yadanabon (2014)